# Szczepan Kończal
Szczepan Kończal (ur. 27 maja 1985 w Katowicach) – polski pianista.

## Edukacja
Studia w katowickiej Akademii Muzycznej (ukończone w 2009 r. z najwyższym wynikiem i medalem Primus inter pares) oraz naukę w tamtejszym Liceum Muzycznym (dyplom z wyróżnieniem, 2004) odbył w klasie fortepianu profesora Józefa Stompla. Wcześniej kształcił się pod kierunkiem Janiny Gawron w Państwowej Podstawowej Szkole Muzycznej im. St. Moniuszki (1992–1998) i Teresy Karaszewskiej w Społecznym Ognisku Artystycznym (1990–1992) w Katowicach.

## Konkursy
Zwycięzca międzynarodowych konkursów pianistycznych: Spazio Teatro w Mediolanie (I nagroda i nagroda specjalna za najlepsze wykonanie koncertu Fryderyka Chopina; Włochy, 2010), Luciano Lucianiego w Laurignano (I nagroda; Włochy 2011) i Elli Philipp w Timișoarze (I nagroda; Rumunia, 2011). Laureat wielu konkursów pianistycznych, w tym trzech zrzeszonych w Światowej Federacji Międzynarodowych Konkursów Muzycznych w Genewie (WFIMC), m.in.: III nagrody na IV Międzynarodowym Konkursie Pianistycznym w Tbilisi (WFIMC, Gruzja, 2009), VI nagrody na XI Międzynarodowym Konkursie Pianistycznym UNISA w Pretorii (WFIMC, Południowa Afryka, 2008) – pierwszy polski laureat w historii tych prestiżowych konkursów, V nagrody i nagrody specjalnej na XVI Międzynarodowym Konkursie Pianistycznym im. Vianny da Motty w Lizbonie (WFIMC, Portugalia, 2007), III nagrody na III Międzynarodowym Konkursie Pianistycznym w Campillos (Hiszpania, 2009), II nagrody oraz dwóch nagród specjalnych na IX Międzynarodowym Konkursie im. Edvarda Griega w Oslo (Norwegia, 2008), II nagrody na Międzynarodowym Konkursie w Takasaki (Japonia, 2001). Był finalistą Międzynarodowego Konkursu Pianistycznego w Tallinnie (Estonia, 2006), gdzie otrzymał wyróżnienie, i półfinalistą XV Międzynarodowego Konkursu Pianistycznego im. Fryderyka Chopina w Warszawie (WFIMC, 2005). Trzykrotnie został laureatem Ogólnopolskiego Konkursu Pianistycznego im. Fryderyka Chopina w Warszawie: 2003 – IV nagroda-stypendium, 2004 – II nagroda stypendium, 2005 – IV nagroda (w edycji dla Kandydatów do XV Międzynarodowego Konkursu Pianistycznego im. Fryderyka Chopina). W latach 1994–2002 zwyciężył w kilku międzynarodowych i  ogólnopolskich konkursach dla dzieci i młodzieży, m.in.: w Antoninie (2000), Zabrzu (2001), Gorzowie Wielkopolskim (1998), Siedlcach (2002), Poznaniu (1996), Stalowej Woli (1994).

## Festiwale
Uczestniczył m.in. w: II Rubinstein Piano Festival (Łódź, 2011), 60. Międzynarodowym Festiwalu Chopinowskim w Dusznikach-Zdroju (2005), I Warszawskim Festiwalu Chopinowskim Filharmonii Narodowej (2005), 39. Festiwalu Pianistyki Polskiej w Słupsku (2005), IX Ogólnopolskim Festiwalu Gwiazdy Promują (Jelenia Góra, 2002), Festiwalu New Year Music Celebrations w Tbilisi (Gruzja 2010), XIV Kuressaare Kammermuusika Päevad (Estonia, 2008), Festiwalu La Grande Musica a Maso Spilzi w Folgarii (Włochy, 2010), XIV Festiwalu Estate Regina w Montecatini Terme, LIV Festiwalu Settembre Musicali na wyspie San Giulio (Włochy, 2011), oraz cyklach koncertowych: Premiar a Excelência w Oeiras (Portugalia, 2009), na Uniwersytecie Bosforskim w Stambule (Turcja, 2009), Serate Musicali i Rassegna Musicali w Mediolanie (Włochy, 2010).

## Współpraca
Współpracował z takimi dyrygentami jak: Antoni Wit, Tadeusz Strugała, Jerzy Swoboda, Michał Klauza, Paweł Przytocki, Marcin Nałęcz-Niesiołowski, Szymon Bywalec, Michał Dworzyński, Andres Mustonen, Arjan Tien, Mitsuyoshi Oikawa, Per Sigmund Thorp, Heiko Mathias Förster, Jüri Alperten, Gheorghe Costin, Peter Csaba. Występował z towarzyszeniem m.in.: Sinfonii Varsovii, Orkiestr Symfonicznych Filharmonii Śląskiej i Dolnośląskiej, Toruńskiej Orkiestry Symfonicznej, Orkiestry Akademii Beethovenowskiej, Południowoafrykańskiej Orkiestry Kameralnej, Prezydenckiej Orkiestry Symfonicznej (Ankara), Orkiestry Symfonicznej Filarmonica Banatul, Estońskiej Narodowej Orkiestry Symfonicznej, Orquestra Gulbenkian.

## Kursy mistrzowskie
Umiejętności doskonalił podczas kursów mistrzowskich prowadzonych m.in. przez: Đặng Thái Sơna, Petera Donohoe, Wiktora Mierżanowa, Alexandra Korsantię, Johna Perry’ego, Lee Kum Singa, Bernarda Ringeissena, Cristiano Burato, Davida Moroza, Rudolfa Bernatika, Dana Zhaoyi, Josepha Banowetza, Joan Havill, Aleksieja Orłowieckiego, Anthony’ego Spiri, Waldemara Wojtala, Adama Wodnickiego, Jerzego Sterczyńskiego, Krzysztofa Jabłońskiego, Andrzeja Jasińskiego, Krystiana Zimermana.

## Stypendia
Sześciokrotny stypendysta Ministra kultury (1998, 2002, 2005, 2006, 2007, 2008), laureat programu stypendialnego Młoda Polska (2010), stypendysta Prezesa Rady Ministrów (2002), Fundacji im. Hugona Kołłątaja (2003), Krajowego Funduszu na rzecz Dzieci (1998–2004).
Występował w wielu miejscach w Polsce, a także w Kanadzie, RPA, Japonii, Kirgistanie, Hiszpanii, Portugalii, Włoszech, Niemczech, Belgii, Norwegii, Czechach, Gruzji, Rumunii, Estonii, na Litwie, Ukrainie i Słowacji.
Odbył tournée po Turcji (maj 2010) i Anglii (czerwiec 2010 oraz wrzesień 2011).